# Dasyurus geoffroii
O quoll ocidental (Dasyurus geoffroii) é uma espécie de marsupial da família Dasyuridae.
Endêmica da Austrália.

## Características
O quoll ocidental é de tamanho médio, de coloração marrom-avermelhado no dorso e com manchas brancas, o ventre é branco-creme. Tem cinco dedos e almofadas granular em suas patas traseiras. Medem cerca de 33 cm de comprimento e a cauda 28 cm, podem pesar até 2 kg sendo os machos ligeiramente mais pesados que as fêmeas.
O quoll ocidental foi descrito por John Gould em 1841, quando era ainda muito difundido em todo continente. O nome da espécie, geoffroii, refere-se ao proeminente naturalista francês E. Geoffroy, que nomeou o gênero Dasyurus em 1796. A espécie tem sido por vezes colocada no gênero Dasyurinus; O quoll ocidental é mais estreitamente relacionado com o quoll bronzeado (Dasyurus spartacus), uma espécie recentemente descrita de Nova Guiné, que foi durante algum tempo acreditada ser uma população periférica do quoll ocidental;

## Hábitos alimentares
São predadores solitários, principalmente noturnos e terrestres, alimentam-se de pequenos vertebrados, carniça, artrópodes e lagostins de água doce, entre outras coisas.

## Habitat
O quoll ocidental já foi encontrado durante a maior parte das regiões da Austrália, atingindo áreas de Queensland, Nova Gales do Sul e Victória. Agora é restrito a região sudoeste da Austrália Ocidental, onde hábita florestas úmidas e secas de sclerofilas.

## Distribuição Geográfica
Sudoeste da Austrália Ocidental, antigamente na Austrália Meridional, Território do Norte, Sul de Queensland, Oeste de Nova Gales do Sul e Noroeste de Victoria;

## Subespécies
- Subespécie: Dasyrurus geoffroii fortis? (Thomas, 1906)

Nota: No entanto, este não é mais considerado válida (Serena e al. 1991).
Local: Austrália Ocidental;
- Subespécie: Dasyrurus geoffroii geoffroyii (Gould, 1841)

Local: Austrália Ocidental; Nova Gales do sul, Território Norte, Queensland, Austrália Meridional, Victória;